# Епархия Мбальмайо
 Епархия Мбальмайо  (лат. Dioecesis Mbalmayoensis) — епархия Римско-Католической церкви с центром в городе Мбальмайо, Камерун. Епархия Мбальмайо входит в митрополию Яунде.

## История
24 июня 1961 года Римский папа Иоанн XXIII выпустил буллу «Quemadmodum ex arbore», которой учредил епархию Мбальмайо, выделив её из архиепархии Мбальмайо.

## Ординарии епархии
- епископ Paul Etoga (24.06.1961 — 7.03.1987)
- епископ Adalbert Ndzana (7.03.1987 — по настоящее время)

## Источник
- Annuario Pontificio, Ватикан, 2005
- Булла Quemadmodum ex arbore, AAS 54 (1962), p. 377  (лат.)